# Rhoel Gallardo
Rhoel Gallardo (Olongapo, 29. studenog 1965. – pokrajina Basilan, 3. svibnja 2000.), filipinski katolički svećenik, klarentinski misionar i mučenik.
Rođen je kao drugo od petero djece u obitelji. Nakon srednje škole, 1988. odlazi u klarentinski novicijat. Za svećenika je zaređen 1994. Nekoliko godina po zaređenju dobrovoljno se prijavio u klarentinsku misiju u Tumahubongu, gdje postaje župnikom Župe sv. Vinka Ferrera i ravnateljem mjesne škole. Dana 20. ožujka 2000., zajedno sa školskim upraviteljem, petero učitelja i dvadesetidvoje učenika, oteli su ih pripadnici muslimanske separatističke skupine Abu Sayyaf, ogranka Islamske države u Istočnoj Aziji. Otac Gallardo ubijen je metcima u glavu, rame i leđa, iz neposredne blizine. U pucnjavi je poginulo troje nastavnika i petero djece. Prigodom obdukcije, otkriveno je kako su mu nokti bili iščupani prije umorstva.
Teritorijalna prelatura Isabele, na čelu s biskupom Leom Dalmaom, na 21. godišnjicu mučeništva službeno je započela postupak za proglašenje blaženim. Svečanost je održana u župnoj crkvi sv. Vinka Ferrera u Tumahubongu, u Gallardovoj župi.